# Sora Eshontoʻrayeva
Sora Abdurahmonovna Eshontoʻrayeva (forma rusificată Sara Ișanturaeva; în uzbecă Sora Abdurahmonovna Eshontoʻrayeva / Сора Абдураҳмоновна Эшонтўраева, în rusă Сара Абдурахмановна Ишантураева; n. 26 octombrie/8 noiembrie 1911, Yangiqoʻrgʻon tumani⁠(d), Regiunea Namangan, Uzbekistan – d. 8 septembrie 1998, Toshkent, Uzbekistan) a fost o actriță sovietică și uzbecă. Ea a fost una dintre primele actrițe din RSS Uzbecă care a devenit cunoscută pe plan național, fiind descrisă drept o „perlă a scenei uzbece”.

## Tinerețe
Sora Eshontoʻrayeva s-a născut pe 26 octombrie/8 noiembrie 1911 într-o familie de țărani uzbeci din satul Beshbuloq⁠(d). După moartea tatălui ei, când ea era foarte mică, mama ei a dat-o pe ea și pe doi dintre frații ei pentru a fi crescuți de către părinți adoptivi. Sora a învățat în tinerețe la școala internat pentru fete Zeb-un-Nissa din Tașkent, unde a început să joace în piese de teatru. Când avea doar nouă ani, a trebuit să înceapă să poarte Paranja⁠(d) și mai târziu a fost logodită cu un vecin, dar a renunțat curând să mai poarte voalul și, în cele din urmă, s-a căsătorit cu colegul artist Abor Hidoyatov.
Ea a părăsit Uzbekistanul în anul 1924 ca parte a unui grup de 24 de tineri uzbeci care au fost aleși să studieze studii de teatru la Moscova. Elevii aveau să formeze ulterior Teatrul Dramatic Hamza. Grupul s-a întors în anul 1927 în Uzbekistan, unde au fost în pericol de a fi atacați de fanaticii religioși pentru faptul că încurajau femeile să nu mai poarte văl. Câteva dintre colegele Sorei Eshontoʻrayeva au fost ucise de fanatici religioși, inclusiv Tursunoy Saidazimova, care a fost ucisă atunci când grupul se afla într-un turneu la Buhara în 1928, iar în anul următor a fost ucis și poetul Hamza Niyazi în Shohimardon⁠(d).

## Carieră
În anii 1930, după ce a absolvit școala de teatru și s-a mutat la Samarkand în 1927, Sora Eshontoʻrayeva a început o carieră de actriță. Ea a jucat roluri principale în piese importante, printre care Tursunoy în piesa Hujum și Beatrice în Slugă la doi stăpâni a lui Carlo Goldoni. A fost protagonista feminină a mai multor spectacole teatrale, care au inclus atât piese uzbece noi ale unor dramaturgilor precum Hamza și Kamil Yashin⁠(d), cât și piese clasice vechi precum Hamlet de Shakespeare, în care a jucat rolul Ofelia. În perioadele 1946–1955 și 1981–1985 a ocupat funcția de președinte al consiliului de administrație al Societății Teatrale din RSS Uzbecă. De asemenea, ea a apărut în mai multe filme.
Pe lângă activitatea ei de actriță, Eshontoʻrayeva a fost activă în politică. A devenit membră a Partidului Comunist al Uniunii Sovietice în 1939 și a fost aleasă în mai multe funcții de decizie: membru al Sovietului Suprem al RSS Uzbece, membru al Comitetului Central al Partidului Comunist al RSS Uzbece, delegat la Congresul al XIX-lea al Partidului Comunist și deputat în Sovietul Suprem al URSS în legislaturile II-IV (1946–1958). Ea a fost, de asemenea, președinte al consiliului de administrație al filialei uzbece a Fundației Sovietice pentru Pace.
Sora Eshontoʻrayeva a murit la 8 septembrie 1998 în orașul Tașkent și a fost înmormântată în cimitirul Chigatoy.

## Distincții
- Artist al Poporului din RSS Uzbecă (1937)
- Artist al Poporului dinl URSS (1951)
- Premiul Stalin (1949)
- Premiul de Stat al URSS (1977)
- Premiul Hamza (1967)
- două ordine Lenin (1945 și 1971)
- Ordinul Revoluției din Octombrie (1991)
- Ordinul Steagul Roșu al Muncii (1937, 1950, 1951, 1957 și 1959)
- Ordinul Prietenia între Popoare (1981)
- Ordinul „Insigna de Onoare” (1939)
- Medalia „Pentru merite în muncă” (1944)
- Ordinul Sogʻlom Avlod Uchun (1993)
- Ordinul pentru Servicii Remarcabile (2004, postum)